# Monreal (Masbate)
Monreal is een gemeente in de Filipijnse provincie Masbate op het eiland Ticao. Bij de census van 2020 telde de gemeente ruim 25 duizend inwoners.

## Geografie

### Bestuurlijke indeling
Monreal is onderverdeeld in de volgende 11 barangays:
| - Cantorna - Famosa - Guinhadap - Macarthur - Maglambong - Morocborocan | - Poblacion - Real - Rizal - Santo Niño - Togoron |

### Bevolkingsgroei
Monreal had bij de census van 2020 een inwoneraantal van 25.164 mensen. Dit waren 1.450 mensen (-5,45%) minder dan bij de vorige census van 2015. Ten opzichte van de census van 2000 was het aantal inwoners gegroeid met 5.332 mensen (26,89%). De gemiddelde jaarlijkse groei in die periode kwam daarmee uit op 1,20%, hetgeen lager was dan het landelijk jaarlijks gemiddelde over deze periode (1,79%).

De bevolkingsdichtheid van Monreal was ten tijde van de laatste census, met 25.164 inwoners op 128,67 km², 195,6 mensen per km².